# Horizon Beautiful
Horizon Beautiful ist eine schweizerisch-äthiopische Spielfilmkomödie aus dem Jahr 2013 von Stefan Jäger. Die Premiere erfolgte am 24. Juli 2013 beim 43. Giffoni Film Festival in Salerno, Italien. Der Film wurde danach auf zahlreichen weiteren Festivals gezeigt und kam am 28. Mai 2015 in die deutschschweizerischen Kinos. Produziert wurde die Komödie durch tellfilm sowie Blue Nile Film.

## Handlung
Der 12-jährige Admassu Amare – „Messi“, wie er sich selbst nennt – hat einen grossen Traum. Er möchte nach Europa reisen, um dort eine Fussballschule zu besuchen und so zum Star werden. Als der Schweizer Franz Arnold (Stefan Gubser), der erfolgreiche und vielbeschäftigte CEO eines schwerreichen Fussballkonzerns, im Rahmen einer Kampagne in Admassus Heimatstadt Addis Abeba kommt, wittert Admassu seine Chance. Er will ihm seine fussballerischen Fähigkeiten beweisen und zeigen, dass er das Potential hat, in Europa erfolgreich zu sein.
Mithilfe einiger Jugendlichen gelingt es ihm, "Mr. Franz" zu überlisten. Die Gruppe plant dessen Entführung und Erpressung, doch die Situation wird ernster als geplant. Arnold schafft es gerade noch, in einen Pick-up zu flüchten, in den Admassu ebenfalls einsteigt. Arnold verliert anschliessend das Bewusstsein. Nach einer längeren Autofahrt ins Ödland täuscht Admassu vor, Arnold gerettet zu haben. Er verlangt von ihm, nach Europa gebracht zu werden, wo er seinen Traum verwirklichen kann. Im Gegenzug bietet er Franz an, ihn zurück in die Stadt – in die Zivilisation – zu bringen.

## Entstehung und Hintergrund
Im Jahr 2011 wurde Stefan Jäger dazu eingeladen, an der Blue Nile Film and Television Academy in Addis Abeba zu unterrichten. Diese von Abraham Haile errichtete Filmschule ist die einzige in Äthiopien. Trotz Ausbildung ist es für viele Filmstudenten sehr schwierig, nach dem Studium an einen Job zu gelangen. Jäger und Haile kamen deshalb auf die Idee, einen Film mit der gesamten Filmschule zu produzieren.
Horizon Beautiful wurde im April und Mai 2012 in Addis Abeba gedreht. Der Hauptdarsteller, Henok Tadele, war ein 12-jähriger Strassenjunge, dessen Leben sich über die Produktion hin drastisch verändert hat. Als obdachloser Waisenjunge war es ihm nach Drehschluss wieder möglich, sich in die Gesellschaft einzubinden und zur Schule zu gehen. Zudem kreierte Tadele den letzten Song des Filmes. So kam er seinem Traum, ein professioneller Sänger zu werden, etwas näher.

## Festivals (Auswahl)
- 2013: Giffoni Film Festival, Salerno
- 2013: Lucas – Internationales Festival für junge Filmfans, Frankfurt
- 2014: Glasgow Film Festival – Jugendsektion
- 2015: 50. Solothurner Filmtage
- 2015: Internationales Film Festival Innsbruck